# Padovai Egyetem
A Padovai Egyetem (olaszul: Università degli Studi di Padova, UNIPD) egy vezető olasz egyetem Padova városában. Az 1222-ben jogi iskolaként alapított univerzitás az egyik legjelentősebb egyetem volt a kora újkori Európában. Páduában Itália második, s egyben a világ ötödik legrégebbi máig fennmaradt egyeteme. 2010-ben az egyetem mintegy 65 000 diákjával, 2016-ban 40 000 hallgatójával elnyerte „az olasz felsőoktatási intézmények legjobbja” címet.

## Története
A hagyomány szerint 1222-ben alapították (amely megfelel az első alkalomnak, amikor az Egyetemet történelmi dokumentum mint már meglévőt említi, ezért egészen biztosan ez a legidősebb), amikor egy nagy csoport diák és tanár elhagyta a Bolognai Egyetemet nagyobb tanulmányi szabadságot keresve (Libertas scholastica). 
Az elsőként tanított tantárgyak a jog és a teológia voltak. A tanterv gyorsan bővült, 1399-ben az intézmény már két részből állt: az Universitas Iuristarum a polgári jog és a kánonjog, az Universitas Artistarum pedig a csillagászat, dialektika, filozófia, nyelvtan, orvostudomány és retorika tárgyakat oktatta. Az Universitas Theologorumot pedig V. Orbán pápa 1373-ban alapította.
A hallgatók nemzetük szerint szervezetileg két csoportra voltak osztva:
1. a cismontanes az itàliai diákok
2. az ultramontanes azok számára, akik az Alpokon túlról érkeztek

A tizenötödiktől a tizennyolcadik századig az egyetem kutatásairól volt hires, különösen az orvostudomány, a csillagászat, a filozófia és a jog területén. Ez alatt az idő alatt az egyetem elfogadta a latin mottót: Universa universis patavina libertas (Páduában a szabadság mindenki számára egyetemes). Az egyetemen a viharos történelem miatt viszont 1237–61, 1509–17 és 1848–50 között szünetelt az oktatás.
Az egyetem Botanikus Kertjét 1545-ben alapították, ez az egyik legrégebbi kert a maga nemében a világon (Szemiramisz függőkertje után). A legrégebbi egyetemi kert címért folyik a vita, mert 1544-ben a Mediciek már Pisában létrehoztak egyet. Amellett, hogy a kert a leginkább látogatott a tavaszi-nyári időszakban, az egyetem kilenc múzeumot is kezel, beleértve A fizika története múzeumot.

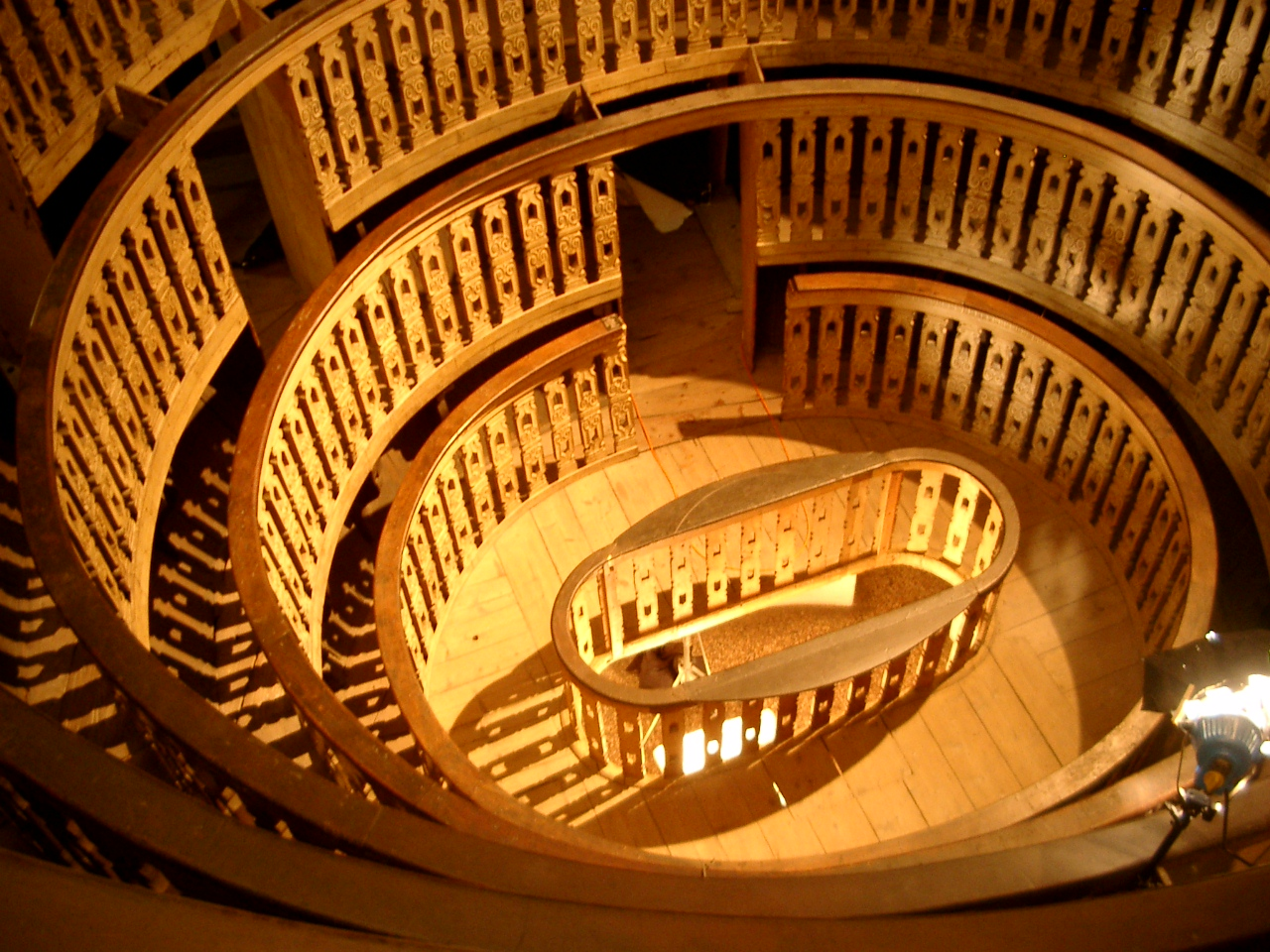
Az egyetem ad otthont a legrégebbi fennmaradt állandó anatómiai bemutatóteremnek Európában, 1595-ből

Az Egyetem elsőként kezdett orvostudományt tanítani, 1222-ben. Vezető szerepet játszott a betegségek azonosításában, a fájdalmak kezelésében, és a boncolásra valamint a test belső működésére szakosodott.

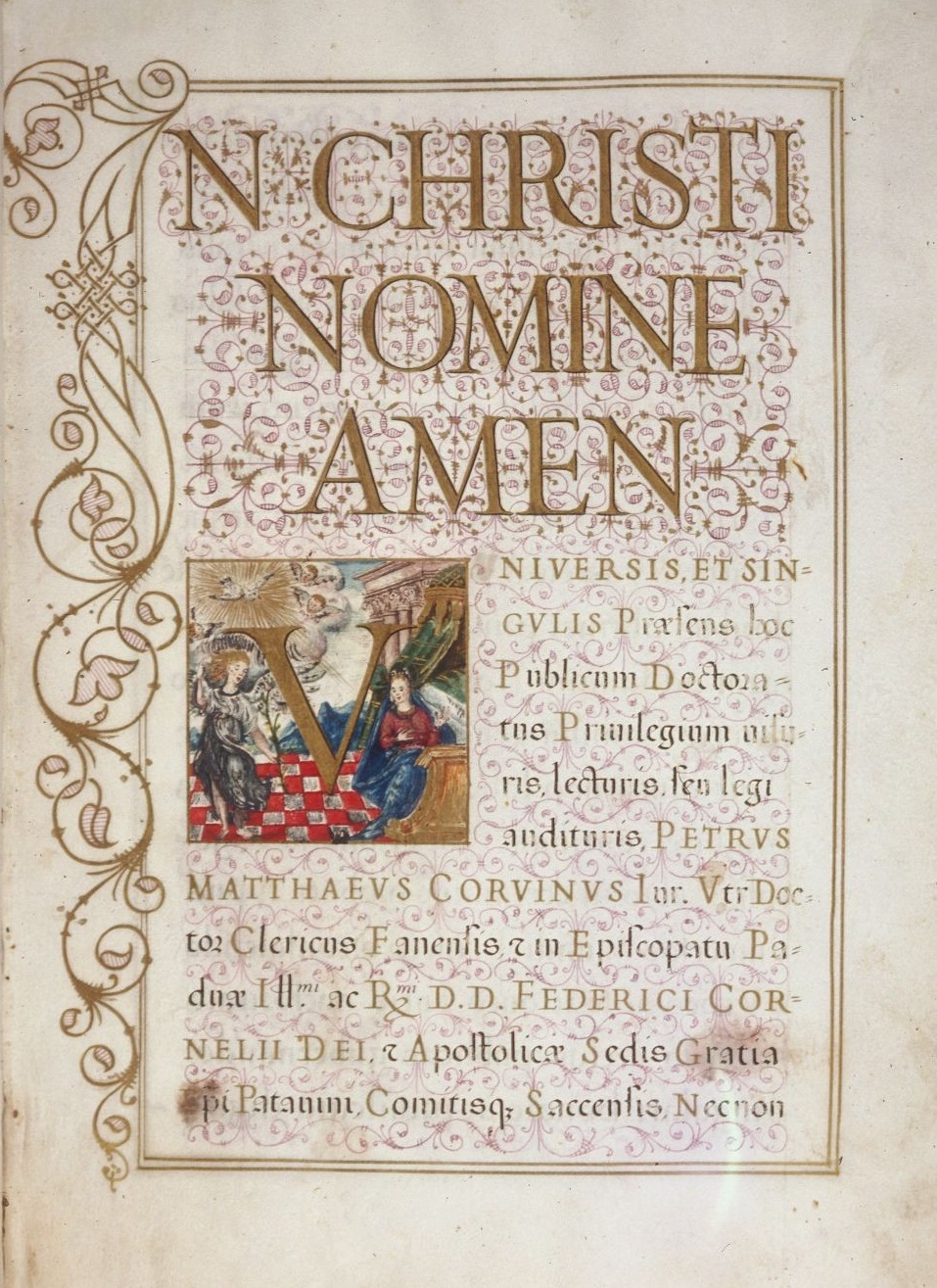
Girolamo Martinengo diplomája, 1582

A padovai egyetem a 16. században a fénykorát élte, a kor legkiválóbb tudósai tanítottak itt. Az itteni szellemi élet a magyar ifjakat is vonzotta. A 16. század kiemelkedő humanistái kevés kivétellel valamennyien megfordultak Padovában és gondolkodásmódjukra az egyetem szabad, vitatkozó szelleme nagy befolyást gyakorolt.
1595-től Pádua híres anatómiai bemutató termében művészek, tudósok nyilvános bemutatókon tanulmányozták az emberi testet. Ez a legrégebbről fennmaradt állandó anatómiai aréna Európában. Andreas Vesalius anatómus itt nyitotta meg katedráját Műtéti Anatómia (explicator chirurgiae) címen, majd 1543-ban megjelent anatómiai felfedezéseiről szóló De Humani Corporis Fabrica című műve is. A könyv nagy közérdeklődésre számot tartó kísérletezése sok más európai városban anatómiai bemutató termeket generált.
1678. június 25-én Elena Lucrezia Cornaro Piscopia velencei nemes hölgy lett az első női matematikus, aki megkapta a filozófia doktora fokozatot.
Az egyetem vált az Olasz Királyság egyik első felsőoktatási intézményévé 1873-ban, s azóta már az egyik legrangosabb az országban a tudományos hozzájárulás, illetve tudományos kutatás tekintetében: a matematika mezején egyedülálló, a professzorok között olyanok szerepelnek, mint Gregorio Ricci Curbastro, Giuseppe Veronese, Francesco Severi, Tullio Levi-Civita.
Az tizenkilencedik század utolsó éveiben és a huszadik század első felében a központosítási folyamat visszafejlődése ment végbe a tizenhatodik helyre: tudományos intézetek jöttek létre, ami valóságos egyetemmé tette. A Művészetek és Filozófia kar a város központjában (a Giò Ponti által tervezett Palazzo del Livianóban) új épületben kapott helyet; az Astro-Fizikai Obszervatórium Asiago felvidékén épült meg; a régi Palazzo del Bót pedig teljesen felújították (1938–45). Nyilvánvaló, hogy a viszontagságos fasiszta időszakban a politikai beavatkozás, a faji törvények stb. káros hatást fejtettek ki az egyetem fejlődésére csakúgy, mint a második világháború okozta pusztítás, valamint — a csak néhány évtizeddel későbbi — 1968—69-es hallgatói tiltakozások (amelyek következtében az Egyetem a központi kormányzat megfelelő támogató segítsége nélkül maradt). Mindazonáltal a Gymnasium Omnium Disciplinarum megszakítás nélkül folytatta munkáját, s a huszadik század második felében belátták, hogy fellendülés elsősorban a nemzetközi intézményekkel való legmagasabb állandó kapcsolatoktól várható (különösen a tudomány és technológia területén).
Az elmúlt években az Egyetem képes volt megoldani a túlzsúfolt létesítmények által felmerülő problémákat Veneto egész régióját bevetve. 1990-ben a mérnökmenedzseri intézet létrehozott Vicenza megyében egy oktatási központot, amely után a nyári kurzusok Bressanonében kezdődtek, majd 1995-ben az Agripolis központjában, Legnaro városában (a Mezőgazdasági tudomány i, valamint az Állatorvosi kar) nyitotta meg kapuit. Rovigo, Treviso, Feltre, Castelfranco Veneto, Conegliano, Chioggia és Asiago városokban is létesültek egyetemi oktatóhelyek.
Az állami szabályozás is megnyitotta az utat az előtt, hogy az olasz egyetemek nagyobb autonómiát kapjanak, az 1995-ben elfogadott új alkotmány nagyobb függetlenséget biztosított az egyetem számára.
Amint azt a számtalan konferencia, kongresszus kiadványai mutatják, a modern Padovai Egyetem fontos szerepet játszik mind a tudomány, mind a kutatás tekintetében, mind európai, mind globális szinten. A jövőben elő kívánja megmozdítani az együttműködést és a csereprogramok szorosabb kapcsolatát a világ legfontosabb kutatóintézeteivel.

## Híres személyek

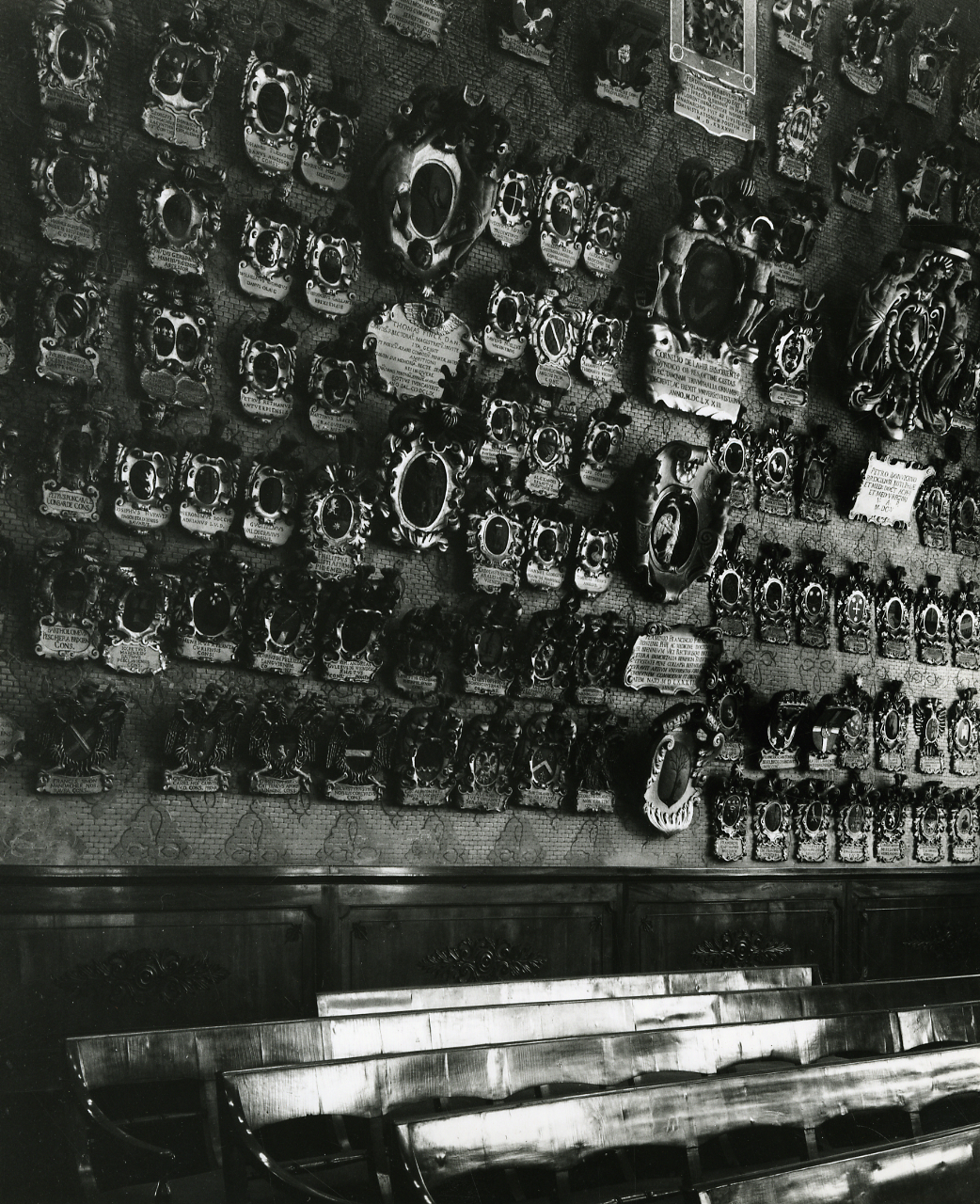
A tanárok és a diákok címerei az Aula Magnában, (Palazzo Bo), fotó: Paolo Monti, 1966

### Itt tanultak
- Kopernikusz (1473–1543) lengyel matematikus, csillagász, aki a Napot a Naprendszer közepébe helyezte
- John Caius (1510–1573) angol orvos
- Vesalius (1514–1564) a modern emberi anatómia megalapítója; megkínálták Padova professzori állásával, de meghalt
- Gabriele Falloppio (1523–1562) anatómus; az egyetemi anatómia vezetője, illetve a belső fül és a nemi szervek kutatója
- Sir Francis Walsingham (1532 k.–1590) I. Erzsébet angol királynő mesterkémje
- William Harvey (1578–1657) anatómus; a szívet és a keringési rendszert ismertette
- George Ent (1604–1689) angol anatómus, Harvey követője
- Thomas Browne (1605–1682) angol író, orvos
- Sir Edward Greaves (1608–1680) angol orvos
- Nathaniel Eaton (1610–1674), Phd, M. D., a Harvard Főiskola igazgatója
- Federico Faggin (1941–) az első kereskedelmi mikroprocesszor tervezője
- Mario Rizzetto (1945–) olasz virológus a Hepatitis D vírus felfedezője
- Luigi Dall'Igna (1966–) a Ducati Corse ügyvezető igazgatója

Politika-kormányzat
- Abdirahman Jama Barre Szomália külügyminisztere
- Joánisz Kapodísztriasz Görögország első kormányzója, az Orosz Birodalom külügyminisztere
- Alexandrosz Mavrokordatosz Görögország miniszterelnöke
- Seneschal Constantine Cantacuzino Stolnic (1650 k.–1716) román nemes, humanista tudós, aki magas hivatalokat viselt a Havasalföld Hercegségben. A Havasalföld történelme című (befejezetlen) mű írója, az első román, aki valaha is végezett ezen a rangos egyetemen.[6]
- Jan Zamoyski lengyel nemes, mágnás, diplomata, államférfi

Művészetek, teológia, irodalom
- Stanislaus Hosius bíboros
- Nicolaus Cusanus (1401–1464) egyházjogász, német filozófus, teológus, jogász, csillagász
- George Acworth anglikán lelkész, polgári jogi ügyvéd
- Reginald Pole bíboros
- Jacopo Zabarella (1533–1589) a fizika, metafizika, matematika tudora
- Borisz Pahor író
- Giovanni Pico della Mirandola humanista
- Elena Cornaro Piscopia az első nő, aki megkapta a filozófia doktora diplomát
- Angelus Silesius német pap, orvos, költő
- Franciszk Szkarina a keleti szláv nyelvek első nyomdásza
- Giuseppe Tartini hegedűs, zeneszerző, legendás hírű hegedűtanár
- Torquato Tasso költő
- Edgar Manas zeneszerző
- Mikołaj Kiczka nemes, diplomata, pap
- Moses Hayyim Luzzatto kabbalista, drámaíró, a héber irodalom alapítója
- Ugo Foscolo költő
- Pietro Bembo költő, bíboros
- Pomponio Algerio polgári jogot hallgatott az 1550-es években, a Római Szent Inkvizíció kivégeztette
- Daniele Barbaro Vitruvius fordítója
- Ermolao Barbaro (1454–1493) olasz reneszánsz tudós
- Francesco Barbaro humanista
- Giacomo Casanova utazó, író, csábító
- Roger Manners Rutland 5. earlje, az Essex Lázadás költője és felbujtója

### Professzorok
- Ermolao Barbaro (1454–1493) 1477-ben kinevezett filozófiaprofesszor
- Leonik Tomeu (1456–1531) az első, aki Arisztotelészt görög eredetiből tanította
- Jacopo Zabarella (1533–1589) a logika és a filozófia tanára 1564—1589 között
- Galileo Galilei (1564–1642) a matematikai tanszék vezetője[7] 1592–1610 között
- Elena Cornaro Piscopia (1646–1684) matematikatanár, az első nő, aki megkapta a PhD fokozatot[8][9]
- Antonio Vallisneri (1661–1730) a gyakorlati orvoslás és elméleti orvostudományok tanszékvezetője 1700–1730 között
- Tullio Levi-Civita (1873–1941) ő alkotta meg a koordinátamentes differenciálszámítás alapjait. Róla nevezték el a differenciálgeometriában a Levi-Civita kovariáns deriválást, a fizikai vektor- és tenzorszámításban a Levi-Civita-szimbólumot.
- Massimo Marchiori (1970–) tanársegéd, (2006–) olasz számítógéptudós, a Hypersearch feltalálója

## Karok
A University of Padova széles választékát kínálja fok által szervezett Osztályok:
- Mezőgazdasági, Élelmiszer, Természeti erőforrások, Állatok és környezet tanszék
- Biológia tanszék
- Állatgyógyászat, Termelés és Egészségügyi tanszék
- Biomedikai tudományok tanszék
- Szív-, Mellkas-, Érrendszeri tudományok tanszék
- Kémiai tudományok tanszéke
- Polgári-, Környezet-, Építészmérnöki tanszék
- Kommunikációtudományok tanszék
- Összehasonlító Biomedicina, Élelmiszer-Tudomány tanszék
- Kulturális örökség, Régészet, Történelem, Művészet, Film, Zene tanszék
- Fejlődéslélektan, Szocializáció tanszék
- Közgazdaságtudományi tanszék
- Általános Pszichológia Osztály
- Földtudományok tanszék
- Történelmi, Földrajzi tudományok, valamint Ókori Világ tanszék
- Ipari Mérnöki tanszék
- Osztály az Információt Mérnöki
- Föld, Környezet, Mezőgazdaság, Erdőgazdálkodás tanszék
- Nyelvi, Irodalmi tanszék
- Management and Engineering tanszék
- Matematika tanszék
- Orvostudományi tanszék
- Molekuláris Medicina tanszék
- Idegtudományok tanszék
- Gyógyszerészeti, Farmakológiai tudományok tanszék
- Filozófia, Szociológia, Oktatás, valamint Alkalmazott Pszichológia tanszék
- Fizika, Csillagászat tanszék
- Politikai, Jogi Tudományok, Nemzetközi tanulmányok tanszék
- Magánjogi és Jogritikai tanszék
- Tanszék Nyilvános, Nemzetközi, illetve Közösségi Jog
- Statisztikai Tudományok tanszék
- Sebészet, Onkológia, Gasztroenterológia tanszék
- Nők és Gyermekek Egészsége tanszék

## Iskolák
- Mezőgazdaság-tudomány, Állatorvos
- Közgazdaságtan, Politikatudomány
- Mérnöki tudomány
- Emberi , társadalmi tudományok és kulturális örökség
- Jog
- Orvostudomány, Sebészet
- Pszichológia
- Természettudományok

## Fordítás
Ez a szócikk részben vagy egészben  az   University of Padua című angol Wikipédia-szócikk ezen változatának fordításán alapul.  Az eredeti cikk szerkesztőit annak laptörténete sorolja fel. Ez a jelzés csupán a megfogalmazás eredetét és a szerzői jogokat jelzi, nem szolgál a cikkben szereplő információk forrásmegjelöléseként.